# السياسة الخارجية لشارل ديغول
تشمل السياسة الخارجية لشارل ديغول دبلوماسية شارل ديغول كزعيم فرنسي في الفترة من 1940 إلى 1946 ومن 1959 إلى 1969، إلى جانب أتباعه وخلفائه.

## فرنسا الحرة (1940–1944)
في عامي 1940 و1941، تحرك رئيس الوزراء ونستون تشرشل ومساعديه الرئيسيين وزير الخارجية أنتوني إيدن ورئيس الأركان العامة الإمبراطورية الجنرال آلان بروك بسرعة لإنشاء قاعدة لديغول في لندن. كان يُنظر إلى السيطرة على الإمبراطورية الفرنسية في الخارج باعتبارها القضية المركزية، وكانت الحكومة البريطانية مستعدة لاستخدام الدعم العسكري لمساعدة ديغول في استعادة السيطرة. أنشأ ديغول حكومة ظل، بما في ذلك المجلس الوطني الفرنسي وحركة المقاومة داخل كل من فرنسا فيشي وفرنسا التي يسيطر عليها الألمان. لترسيخ قيادته الخاصة على الفرنسيين ذوي التفكير المماثل، بدأ ديغول البث إلى فرنسا باستخدام مرافق هيئة الإذاعة البريطانية. كان ديغول حريصًا بشكل خاص على إنشاء حركة مقاومة داخل فرنسا، ومع ذلك، فإن العديد من كبار المسؤولين البريطانيين، فضلاً عن روزفلت وأحيانًا حتى تشرشل، ما زالوا يأملون في التوصل إلى تفاهم مع فرنسا فيشي تحت قيادة فيليب بيتان. وكان ديغول يعارض تماما مثل هذه العلاقة. استمر الاحتكاك مع حكومة تشرشل حتى نهاية عام 1942، وتركز حول خطط الغزو الأنجلو أمريكي لشمال إفريقيا. وفي هذا الشأن لعبت الولايات المتحدة الدور المهيمن. واصل روزفلت الاعتراف بحكومة فيشي، مع بقاء السفير ويليام دي ليهي مقيمًا في فيشي. أُغلقت السفارة أخيرًا عندما سيطرت ألمانيا على فرنسا الفيشية أواخر عام 1942.
في يونيو 1941، غزت القوات البريطانية والفرنسية الحرة سوريا، التي كانت آنذاك جزءًا من إمبراطورية فيشي في الخارج واستخدمتها العناصر النازية كقاعدة لها. قرر تشرشل منح سوريا استقلالها كبادرة لتخفيف حدة القومية العربية. اعترض ديغول بشدة لحاجته إليها كقاعدة عملياته في الشرق الأوسط. في مرحلة ما، كان تشرشل مستعدًا لإزالة ديغول من رئاسة فرنسا الحرة. ولم يكن أمام ديغول خيار سوى الموافقة على استقلال سوريا.
كان وضع القيادة في شمال أفريقيا معقدًا بشكل خاص، حيث فضل روزفلت فرانسوا دارلان، المسؤول الكبير في حكومة فيشي والذي كان يتولى القيادة في الجزائر عندما وقع الغزو. اعترف دوايت أيزنهاور، قائد الحلفاء في الموقع، بدالان قائدًا لجميع القوات الفرنسية في المنطقة واعترف بترشيحه لمنصب المفوض السامي لفرنسا (رئيس الحكومة المدنية) في شمال وغرب إفريقيا في 14 نوفمبر. وفي المقابل، أمر دارلان في 10 نوفمبر جميع القوات الفرنسية بالانضمام إلى الحلفاء. نُفذ أمره؛ ليس فقط في شمال أفريقيا الفرنسية، بل وأيضًا من قبل قوات فيشي في غرب أفريقيا الفرنسية مع مرافقها المفيدة المحتملة في داكار. بعد اغتيال دارلان في ديسمبر 1942، فضّل روزفلت الجنرال هنري جيرو. وكان روزفلت قد التقى ديغول في واشنطن، لكنه لم يخف قط عدم ثقته به وكراهيته له. وبدوره، لم يسامح ديغول الأميركيين أبدًا على هذه الإذلال.

## الحكومة المؤقتة للجمهورية الفرنسية (1944-1946)

### التخطيط لما بعد الحرب
خلال شتاء عامي 1944 و1945، نشبت خلافات طفيفة بين فرنسا والحلفاء الآخرين. وصرح السفير البريطاني في فرنسا، داف كوبر بأن ديغول بدا وكأنه يبحث عن إهانات حقيقية أو مُتخيلة ليشعر بالإهانة مهما كان ذلك ممكنًا.  كان ديغول يعتقد أن بريطانيا والولايات المتحدة كانتا تنويان الاحتفاظ بجيوشهما في فرنسا بعد الحرب وكانتا تعملان سراً على الاستيلاء على ممتلكاتها في الخارج ومنعها من استعادة قوتها السياسية والاقتصادية. في أواخر أكتوبر اشتكى من فشل الحلفاء في تسليح وتجهيز الجيش الفرنسي الجديد بشكل كافٍ وأمر بيدو باستخدام حق النقض الفرنسي في المجلس الأوروبي. 
استبعد ديغول والفرنسيين الأحرار إلى حد كبير من التخطيط لما بعد الحرب من قبل روزفلت وتشرشل وستالين، وتجاهلتهم وزارة الخارجية الأمريكية. كان ذلك مهينًا لديغول. لم يثق الأمريكيون، وبدرجة أقل البريطانيون، في فائدة ديغول وقيادته لفرنسا. ولم تتم دعوة ديغول لحضور اجتماعات القمة في طهران أو يالطا أو بوتسدام. وفي مؤتمر الدار البيضاء في 24 يناير 1943، كان جيرو حاضراً، لكن ديغول رفض في البداية، ثم قبل الدعوة. وضع روزفلت وتشرشل اتفاقية فيما بينهما حول كيفية حكم فرنسا المحررة. اتفقوا على دمج المجلس الإمبراطوري للجزائر بقيادة جيرو واللجنة الوطنية الفرنسية التي يقع مقرها في لندن بقيادة ديغول. ومع ذلك، دعت مسودة روزفلت الأصلية إلى تولي الجنرال جيرو المسؤولية. نجح تشرشل في إحداث تغييرات كبرى منحت المسؤولية للجنة الوطنية الفرنسية تحت قيادة ديغول.  في عام 1945 حصلت فرنسا على أحد المقاعد الخمسة في مجلس الأمن التابع للأمم المتحدة، مع حق النقض، بالإضافة إلى منطقة نفوذ ألمانية. ومع ذلك، مُنعت من تولي دور قيادي فعلي فيما يتعلق بالأمم المتحدة أو ألمانيا. كان الفرنسيون غاضبين بسبب عدم دعوتهم إلى بوتسدام، لكنهم حققوا نجاحًا كبيرًا في النهاية.

### المواجهة في سوريا ولبنان
وفي يوم النصر في أوروبا، كانت هناك أيضًا أعمال شغب خطيرة في تونس الفرنسية. وسرعان ما تطور النزاع مع بريطانيا حول السيطرة على سوريا ولبنان إلى حادثة دبلوماسية غير سارة أظهرت نقاط ضعف فرنسا. وفي أبريل، أرسل ديغول الجنرال بينيه لإنشاء قاعدة جوية في سوريا وقاعدة بحرية في لبنان، مما أثار اندلاع موجة من القومية حيث تعرض بعض الرعايا الفرنسيين للهجوم وقتلوا. وفي 20 مايو، أطلقت المدفعية والطائرات الحربية الفرنسية النار على المتظاهرين في دمشق. وبعد عدة أيام، سقط ما يزيد على 800 سوري قتيلاً في قصف دمشق. 
كانت علاقة تشرشل بديغول في أسوأ حالاتها. في يناير، أخبر زميلًا له أنه يعتقد أن ديغول "يُشكل خطرًا كبيرًا على السلام وعلى بريطانيا العظمى. بعد خمس سنوات من الخبرة، أنا مقتنع بأنه أسوأ عدو لفرنسا في مشاكلها... إنه أحد أكبر المخاطر على السلام الأوروبي... أنا متأكد من أنه لن يتم التوصل إلى تفاهم مع الجنرال ديغول على المدى البعيد". :287
في 31 مايو، طلب تشرشل من ديغول "أن يأمر القوات الفرنسية فورًا بوقف إطلاق النار والانسحاب إلى ثكناتها". تقدمت القوات البريطانية وأجبرت الفرنسيين على الانسحاب من المدينة؛ ثم حُوكموا وحُبسوا في ثكناتهم. ومع هذا الضغط السياسي، أمر الفرنسيون بوقف إطلاق النار؛ ثار ديغول، لكن فرنسا عُزلت وعانت من إذلال دبلوماسي. قال أمين عام جامعة الدول العربية، إدوارد عطية: "لقد وضعت فرنسا كل أوراقها ومسدسين صدئين على الطاولة". اعتبر ديغول الأمر مؤامرة أنجلو ساكسونية شنيعة: قال للسفير البريطاني داف كوبر: "أدرك أننا لسنا في وضع يسمح لنا بشن حرب ضدكم، لكنكم خنتم فرنسا وخنتم الغرب. هذا أمر لا يمكن نسيانه".  :42–47

### الهند الصينية الفرنسية
في مؤتمر بوتسدام الذي عُقد في يوليو، والذي لم يُدعَ إليه ديغول، اتُّخذ قرارٌ بتقسيم فيتنام، التي كانت مستعمرةً فرنسيةً لأكثر من مئة عام، إلى منطقتي نفوذ بريطاني وصيني. بعد استسلام اليابان في أغسطس 1945، أرسل ديغول فيلق المشاة الفرنسي في الشرق الأقصى لإعادة السيادة الفرنسية على الهند الصينية الفرنسية. إلا أن هو تشي منه، زعيم حركة استقلال فييت مينه، أعلن استقلال فيتنام في سبتمبر، فاندلعت حرب الهند الصينية الأولى التي استمرت حتى هزيمة فرنسا عام 1954.

## الرئاسة (1959–1969)

### سياسة العظمة

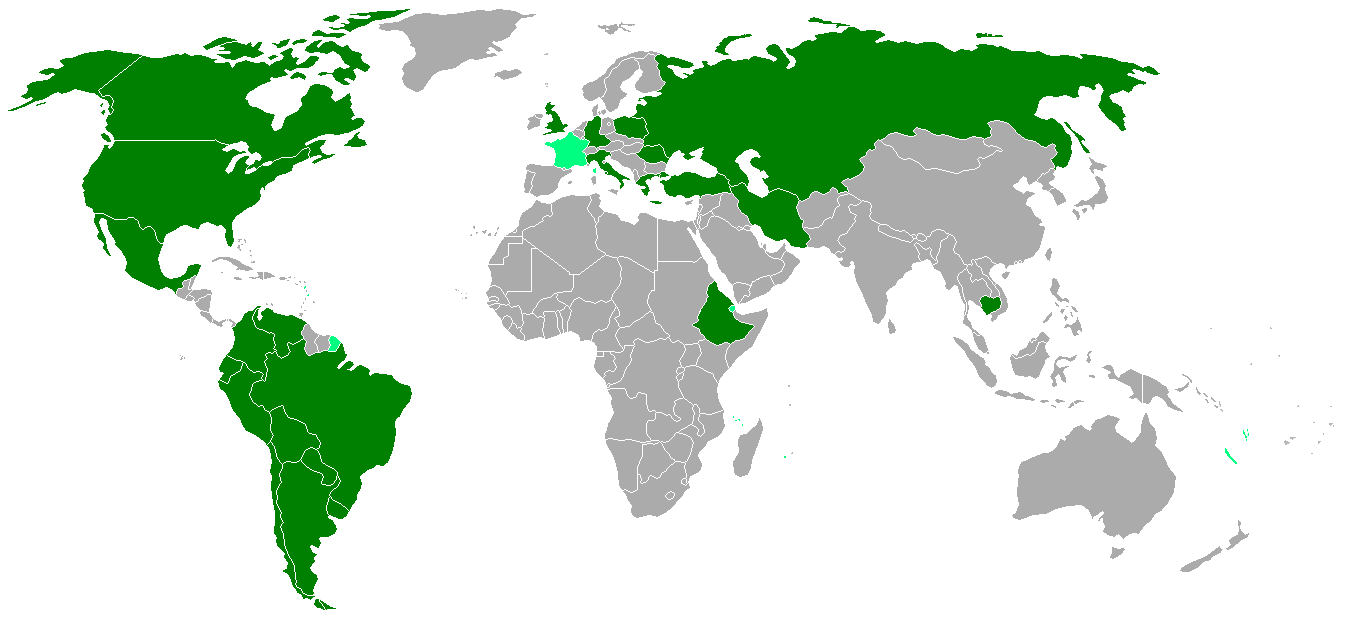
الرحلات الدولية التي قام بها ديغول خلال فترة رئاسته.

أعلن ديغول أن العظمة جوهر طبيعة فرنسا، فبدأ "سياسة العظمة". وطالب باستقلالية كاملة لفرنسا في الشؤون العالمية، مما يعني أن قراراتها الرئيسية لا يمكن فرضها عليها من قِبل حلف شمال الأطلسي أو الجماعة الأوروبية أو أي جهة أخرى. انتهج ديغول سياسة "الاستقلال الوطني". اعترض مرتين على انضمام بريطانيا إلى السوق المشتركة، خوفًا من أن يُطغى دورها على فرنسا في الشؤون الأوروبية.  ورغم أنه لم يتخلَّ رسميًا عن حلف الناتو، إلا أنه انسحب من قيادته العسكرية المتكاملة، خوفًا من سيطرة الولايات المتحدة المفرطة عليه. برنامجًا مستقلًا لتطوير الأسلحة النووية، جعل فرنسا القوة النووية الرابعة.

### المستعمرات الفرنسية
كانت إحدى أولويات ديغول الجيوسياسية هي الحفاظ على القوة الاقتصادية والسياسية الفرنسية وتوسيعها في مستعمراتها السابقة. لم يقتصر ذلك على الدبلوماسية الرسمية ومن خلال خدمة التوثيق الخارجي ومكافحة التجسس فحسب، بل شمل أيضًا شخصيات مقربة من ديغول، مثل جاك فوكار، المقرب منه. بنى فوكار شبكة علاقات غير رسمية مع قادة استبداديين (وأبرزهم عمر بونغو وفيليكس هوفويه بوانيي وليوبولد سيدار سنغور) في جميع أنحاء أفريقيا الناطقة بالفرنسية. 

#### الجزائر
أدى استيلاء وحدات الجيش الفرنسي والمستوطنين الفرنسيين المعارضين للتنازلات في مواجهة الثورة العربية الجزائرية على السلطة في الجزائر في مايو 1958 إلى تمزيق الجمهورية الرابعة غير المستقرة. أعادته الجمعية الوطنية إلى السلطة خلال أزمة مايو 1958. أسس ديغول الجمهورية الخامسة برئاسة قوية، وانتُخب في المنصب الأخير. نجح في الحفاظ على وحدة فرنسا مع اتخاذ خطوات لإنهاء الحرب، مما أثار غضب "الأقدام السوداء" (الفرنسيين المقيمين في الجزائر) والجيش؛ وكلاهما كان قد دعم عودته إلى السلطة للحفاظ على الحكم الاستعماري. منح الاستقلال للجزائر عام 1962، ثم تدريجيًا للمستعمرات الفرنسية الأخرى.

#### غرب أفريقيا الفرنسية

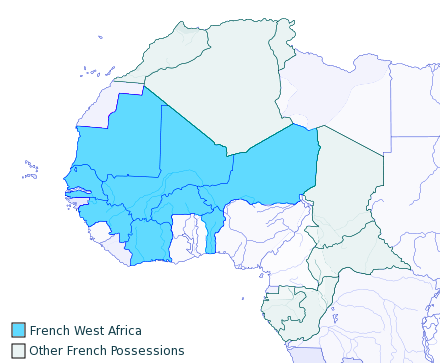
غرب أفريقيا الفرنسية قبل أن تنقسم إلى دول مستقلة أصغر حجماً.

أصيب المحافظون الفرنسيون بخيبة أمل من التجربة الاستعمارية بعد الكوارث في الهند الصينية والجزائر. أرادوا قطع جميع العلاقات مع المستعمرات العديدة في إفريقيا جنوب الصحراء الفرنسية. خلال الحرب، نجح ديغول في تأسيس حركة فرنسا الحرة والمستعمرات الأفريقية. بعد زيارة في عام 1958، التزم بجعل إفريقيا جنوب الصحراء الفرنسية مكونًا رئيسيًا في سياسته الخارجية. صوتت جميع المستعمرات في عام 1958، باستثناء غينيا، للبقاء في المجتمع الفرنسي، مع تمثيل في البرلمان وضمان المساعدات الفرنسية. عمليًا، أصبحت جميع المستعمرات تقريبًا مستقلة في أواخر الخمسينيات، لكنها حافظت على علاقات قوية للغاية. تحت الإشراف الدقيق من الرئيس، لعب المستشارون الفرنسيون دورًا رئيسيًا في الشؤون المدنية والعسكرية، وأحبطوا الانقلابات، واستبدلوا أحيانًا القادة المحليين الصاعدين. كان النظام الاستعماري الفرنسي يعتمد دائمًا في المقام الأول على القيادة المحلية، في تناقض حاد مع الوضع في المستعمرات البريطانية. كان الهدف الاستعماري الفرنسي هو دمج السكان الأصليين في الثقافة الفرنسية السائدة، مع التركيز الشديد على اللغة الفرنسية. من وجهة نظر ديغول، أعطى الارتباط الوثيق شرعية لرؤاه حول عظمة العميل العالمية، وصادق على أوراق اعتماده الإنسانية، ووفر الوصول إلى النفط واليورانيوم والمعادن الأخرى، ووفر سوقًا صغيرًا ولكنه ثابت للمصنعين الفرنسيين. وفوق كل ذلك، ضمن حيوية اللغة والثقافة الفرنسية في شريحة كبيرة من العالم كانت تنمو بسرعة في عدد السكان. واصل خلفاء ديغول جورج بومبيدو (1969-1974) وفاليري جيسكار ديستان (1974-1981) سياسة ديغول الأفريقية. ودعمتها وحدات عسكرية فرنسية ووجود بحري كبير في المحيط الهندي. عمل أكثر من 260 ألف فرنسي في أفريقيا، وركزوا بشكل خاص على توصيل إمدادات النفط. بُذلت بعض الجهود لبناء مصافي النفط ومصاهر الألمنيوم، لكن جهودًا ضئيلة لتطوير صناعة محلية صغيرة الحجم، والتي أراد الفرنسيون احتكارها لصالح البر الرئيسي. كانت السنغال وساحل العاج والجابون والكاميرون أكبر الحلفاء الأفارقة وأكثرهم موثوقية، وحصلت على معظم الاستثمارات. خلال الحرب الأهلية النيجيرية (1967-1970)، دعمت فرنسا انفصال بيافرا، ولكن على نطاق محدود فقط، حيث زودتها بالمرتزقة والأسلحة القديمة. كانت أهداف ديغول حماية مستعمراته السابقة المجاورة من نيجيريا، ووقف الزحف السوفيتي، والحصول على موطئ قدم في دلتا النيجر الغنية بالنفط.

#### غوادلوب
قام ديغول لاحقًا بزيارة غوادلوب لمدة يومين، في أعقاب إعصار إينيز، حاملاً مساعدات بلغت قيمتها مليارات الفرنكات. 

### المجموعة الاقتصادية الأوروبية
وبعد أن عانت فرنسا من تفكك إمبراطوريتها الاستعمارية وواجهت مشاكل حادة في الجزائر، اتجهت نحو أوروبا بعد أزمة السويس، وألمانيا الغربية على وجه الخصوص.
كان أحد شروط مساعدات مارشال هو وجوب تنسيق قادة الدول للجهود الاقتصادية وتجميع إمدادات المواد الخام. وكان الفحم والصلب من أهم السلع الأساسية لدفع عجلة النمو. افترضت فرنسا أنها ستحصل على كميات كبيرة من الفحم الألماني عالي الجودة من منطقة الرور كتعويضات عن الحرب، لكن الولايات المتحدة رفضت السماح بذلك، خوفًا من تكرار مرارة ما بعد معاهدة فرساي التي كانت سببًا جزئيًا في اندلاع الحرب العالمية الثانية.

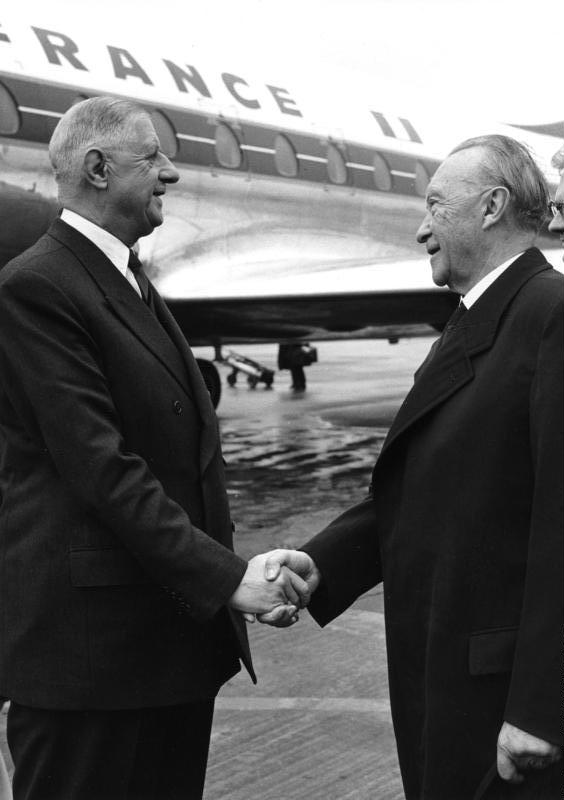
ديغول وكونراد أديناور في عام 1961

وبفضل إلهام رجلي الدولة الفرنسيين جان مونيه وروبرت شومان، إلى جانب الزعيم الألماني كونراد أديناور، بدأ الخلاف بين البلدين يلتئم، وفي عام 1951، شكلوا مع إيطاليا ودول البنلوكس الجماعة الأوروبية للفحم والصلب. وبعد معاهدة روما عام 1957، أصبح هذا هو المجموعة الاقتصادية الأوروبية.
لم يكن لديغول دور فعال في إنشاء المنظمة الجديدة، ومنذ البداية، عارض جهود الدول الأعضاء في الجماعة الاقتصادية الأوروبية للتحرك نحو شكل من أشكال التكامل السياسي الذي من شأنه، في رأيه، أن يمس سيادة فرنسا، داخليًا وخارجيًا. ولمواجهة تلك النزعات فوق الوطنية التي استخف بها، طرح في عام 1961 ما يسمى بخطة فوشيه التي أبقت جميع سلطات صنع القرار في أيدي الحكومات، مما أدى إلى تقليص الجمعية البرلمانية الأوروبية المتوقعة إلى مجرد جمعية استشارية. وكما كان متوقعًا، رفض شركاء فرنسا الخطة. وفي يوليو 1965، أثار ديغول أزمة كبيرة استمرت ستة أشهر عندما أمر بمقاطعة مؤسسات الجماعة الاقتصادية الأوروبية حتى تمت تلبية مطالبه - سحب اقتراح المفوضية الأوروبية لتعزيز مؤسسات المجتمع على حساب السيادة الوطنية، وقبول اقتراح فرنسا بشأن تمويل السياسة الزراعية المشتركة التي أنشئت حديثاً - من خلال تسوية لوكسمبورج.

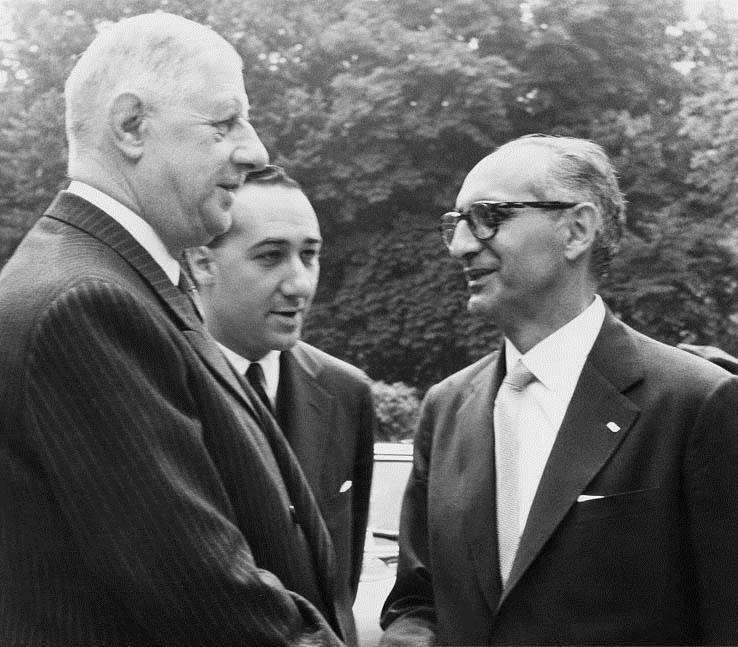
شارل ديغول والرئيس الأرجنتيني أرتورو فرونديزي

ديغول، الذي كان معجبًا بألمانيا على الرغم من تاريخها الحديث ويتحدث الألمانية بطلاقة، بالإضافة إلى الإنجليزية، أقام علاقة جيدة مع المستشار الألماني الغربي كونراد أديناور - بلغت ذروتها في معاهدة الإليزيه عام 1963 - وفي السنوات القليلة الأولى من السوق المشتركة، تضاعفت صادرات فرنسا الصناعية إلى الأعضاء الخمسة الآخرين ثلاث مرات وتضاعفت صادراتها الزراعية أربع مرات تقريبًا. أصبح الفرنك عملة قوية ومستقرة لأول مرة منذ نصف قرن، وازدهر الاقتصاد في الغالب. ومع ذلك، فإن أديناور، الذي يدرك تمامًا أهمية الدعم الأمريكي في أوروبا، نأى بنفسه بلطف عن أفكار الجنرال الأكثر تطرفًا، رافضًا أي إشارة إلى أن أي مجتمع أوروبي جديد سيتحدى الولايات المتحدة أو يضع نفسه في خلاف معها بأي شكل من الأشكال. في نظر أديناور، كان دعم الولايات المتحدة أكثر أهمية من أي مسألة تتعلق بالهيبة الأوروبية. وكان أديناور حريصًا أيضًا على طمأنة بريطانيا بأنه لا يتم فعل أي شيء خلف ظهرها، وكان سريعًا في إبلاغ رئيس الوزراء البريطاني هارولد ماكميلان بأي تطورات جديدة.
رفضت بريطانيا العظمى في البداية الانضمام إلى السوق الأوروبية المشتركة، مفضلةً البقاء ضمن منظمة أخرى تُعرف بمنطقة التجارة الحرة الأوروبية، والتي تضم في معظمها دول شمال أوروبا والبرتغال. وبحلول أواخر خمسينيات القرن العشرين، بدأت مستويات المعيشة في ألمانيا وفرنسا تتفوق على مثيلاتها في بريطانيا، وإدراكًا منها أن السوق الأوروبية المشتركة كتلة تجارية أقوى من رابطة التجارة الحرة الأوروبية، بدأت حكومة هارولد ماكميلان مفاوضات الانضمام.
استخدم ديغول حق النقض (الفيتو) ضد طلب بريطانيا الانضمام إلى الجماعة الاقتصادية الأوروبية عام 1963، مردِّدًا كلمة "لا" الشهيرة أمام كاميرات التلفزيون في اللحظة الحاسمة، وهي عبارة استُخدمت لتلخيص المعارضة الفرنسية لبريطانيا لسنوات عديدة بعد ذلك. صرّح ماكميلان لاحقًا بأنه كان يعتقد دائمًا أن ديغول سيمنع انضمام بريطانيا، لكنه ظن أنه سيفعل ذلك سرًا، خلف الكواليس. ثم اشتكى لاحقًا سرًا من أن "جميع خططنا قد باءت بالفشل".

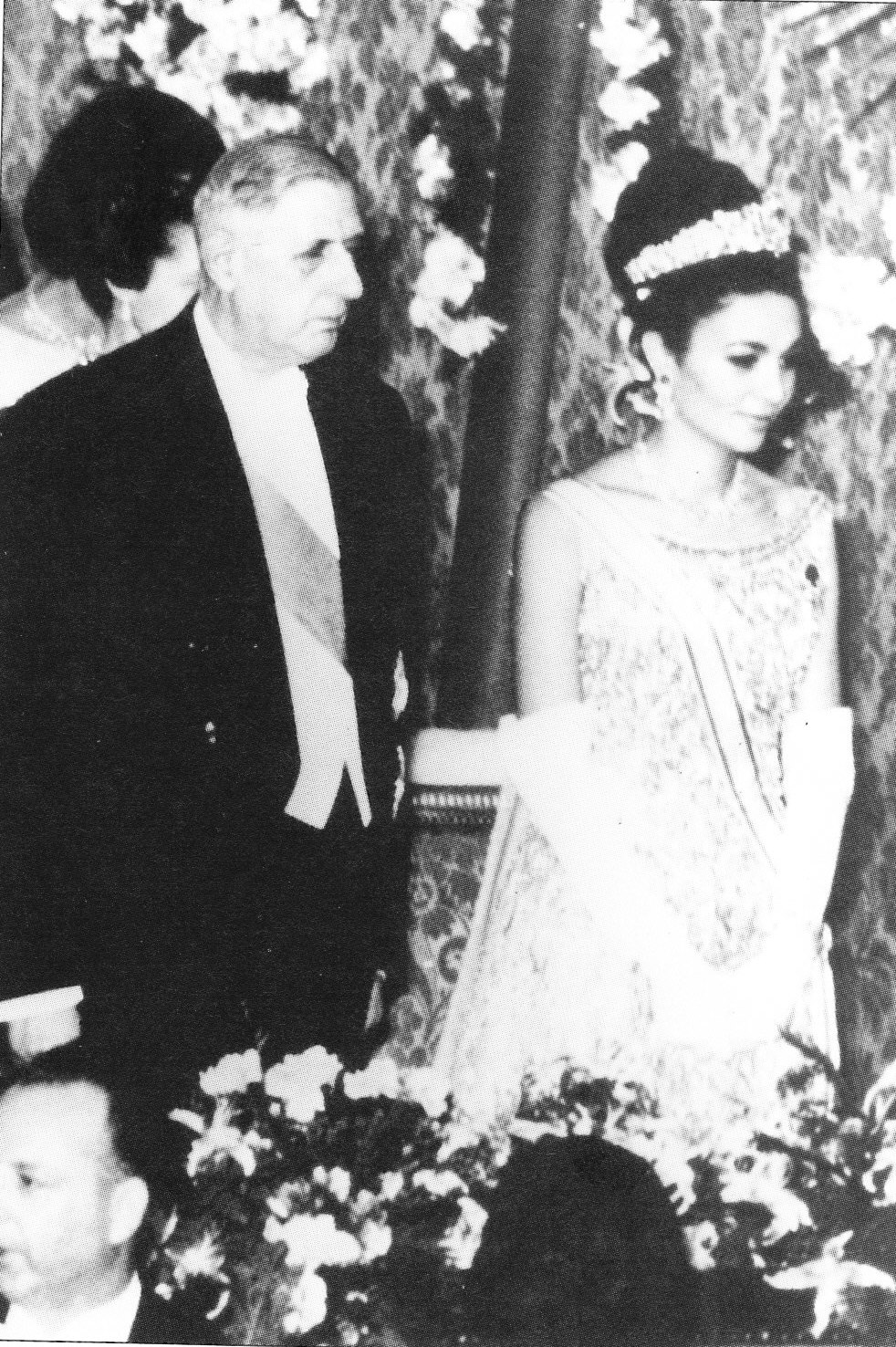
لقاء الإمبراطورة الإيرانية فرح بهلوي مع شارل ديغول في فرنسا عام 1961

حثّ الرئيس الأمريكي جون كينيدي ديغول على قبول المملكة المتحدة في السوق الأوروبية المشتركة، مُصرّحًا بأنّ أوروبا بدون بريطانيا ستُنشئ وضعًا تتحمّل فيه الولايات المتحدة التكاليف الباهظة لحماية أوروبا دون أيّ صوت. ضغط كينيدي على ديغول مُهدّدًا بسحب القوات الأمريكية من الأراضي الأوروبية، لكن ديغول كان يعتقد أنّ الولايات المتحدة ستخسر الحرب الباردة إذا غادرت أوروبا. شجع هذا ديغول على اعتبار بريطانيا "حصان طروادة" لأمريكا.
قال له رئيس الوزراء البريطاني تشرشل ذات مرة إنه لو خُيّر بين فرنسا والولايات المتحدة، فإنه سيختار الولايات المتحدة دائمًا. أعطى ماكميلان، خليفة تشرشل، الأولوية لإعادة بناء "العلاقة الخاصة" بين بريطانيا والولايات المتحدة. ومع الاتفاق الأمريكي على تزويد بريطانيا بصاروخ سكاي بولت النووي، اعتقد ديغول أن المملكة المتحدة لن تُوافق على رؤيته لاستقلال غرب أوروبا استراتيجيًا عن الولايات المتحدة.   وأكد على وجود تناقضات بين المصالح الاقتصادية الأوروبية القارية والبريطانية. بالإضافة إلى ذلك، طالب المملكة المتحدة بقبول جميع الشروط التي وضعتها الدول الست الأعضاء في الجماعة الاقتصادية الأوروبية (بلجيكا، فرنسا، ألمانيا الغربية، إيطاليا، لوكسمبورغ، هولندا) وإلغاء التزاماتها تجاه الدول داخل منطقة التجارة الحرة الخاصة بها (وهو ما لم تفعله فرنسا مع منطقتها). أيد ديغول تعميق وتسريع تكامل السوق المشتركة بدلًا من توسيعه.
ومع ذلك، في هذا الصدد الأخير، تشير دراسة مفصلة للسنوات التكوينية للمجموعة الاقتصادية الأوروبية إلى أن الدفاع عن المصالح الاقتصادية الفرنسية، وخاصة في مجال الزراعة، لعب في الواقع دوراً أكثر هيمنة في تحديد موقف ديغول تجاه دخول بريطانيا مقارنة بالاعتبارات السياسية والسياسة الخارجية المختلفة التي تم الاستشهاد بها في كثير من الأحيان. 
كان دين أتشيسون يعتقد أن بريطانيا ارتكبت خطأً فادحاً بعدم الانضمام إلى التكامل الأوروبي منذ البداية، وأنها استمرت في المعاناة من العواقب السياسية لمدة عقدين من الزمن على الأقل بعد ذلك. ومع ذلك، فقد أعرب أيضًا عن اعتقاده بأن ديغول استخدم "السوق المشتركة" (كما كان يُطلق عليها آنذاك) "كأداة استبعادية لتوجيه التجارة الأوروبية نحو مصلحة فرنسا وضد مصالح الولايات المتحدة وبريطانيا ودول أخرى".
وبزعم التضامن الأوروبي القاري، رفض ديغول مرة أخرى دخول البريطانيين عندما تقدموا بطلب الانضمام إلى الجماعة في ديسمبر 1967 تحت قيادة حزب العمال بزعامة هارولد ويلسون. خلال المفاوضات، وبخ ديغول بريطانيا لاعتمادها بشكل كبير على الأميركيين، قائلاً إنهم عاجلاً أم آجلاً سوف يفعلون دائماً ما يخدم مصالحهم. وقال ويلسون إنه أثار بعد ذلك بلطف شبح التهديد الذي تشكله ألمانيا القوية حديثًا نتيجة للمجموعة الاقتصادية الأوروبية، وهو ما وافق ديغول على أنه يشكل مخاطرة. بعد أن ترك ديغول منصبه، تقدمت المملكة المتحدة بطلب الانضمام مرة أخرى وأصبحت أخيرًا عضوًا في الجماعة الاقتصادية الأوروبية في يناير 1973. 

### أمريكا اللاتينية

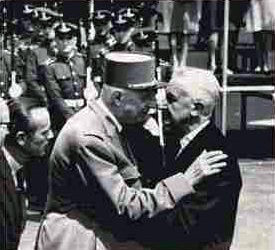
ديغول والرئيس الأرجنتيني أرتورو إيليا في عام 1964

في خريف عام 1964، انطلق ديغول في رحلة شاقة عبر أمريكا اللاتينية، قطع خلالها 20 ألف ميل، رغم اقتراب عيد ميلاده الخامس والسبعين بشهر، وخضوعه مؤخرًا لعملية جراحية لسرطان البروستاتا، ومخاوفه الأمنية. كان قد زار المكسيك في العام السابق، وتحدث بالإسبانية إلى الشعب المكسيكي عشية احتفالاتهم باستقلالهم في القصر الوطني بمدينة مكسيكو. وخلال زيارته الجديدة التي استمرت 26 يومًا، حرص مجددًا على اكتساب نفوذ ثقافي واقتصادي. وتحدث باستمرار عن استيائه من النفوذ الأمريكي في أمريكا اللاتينية، قائلًا: "إن بعض الدول يجب أن تُنشئ قوة توجيه سياسي أو اقتصادي خارج حدودها". ومع ذلك، لم تستطع فرنسا تقديم أي استثمار أو مساعدة تُضاهي ما قدمته واشنطن.  :427

### حلف شمال الأطلسي

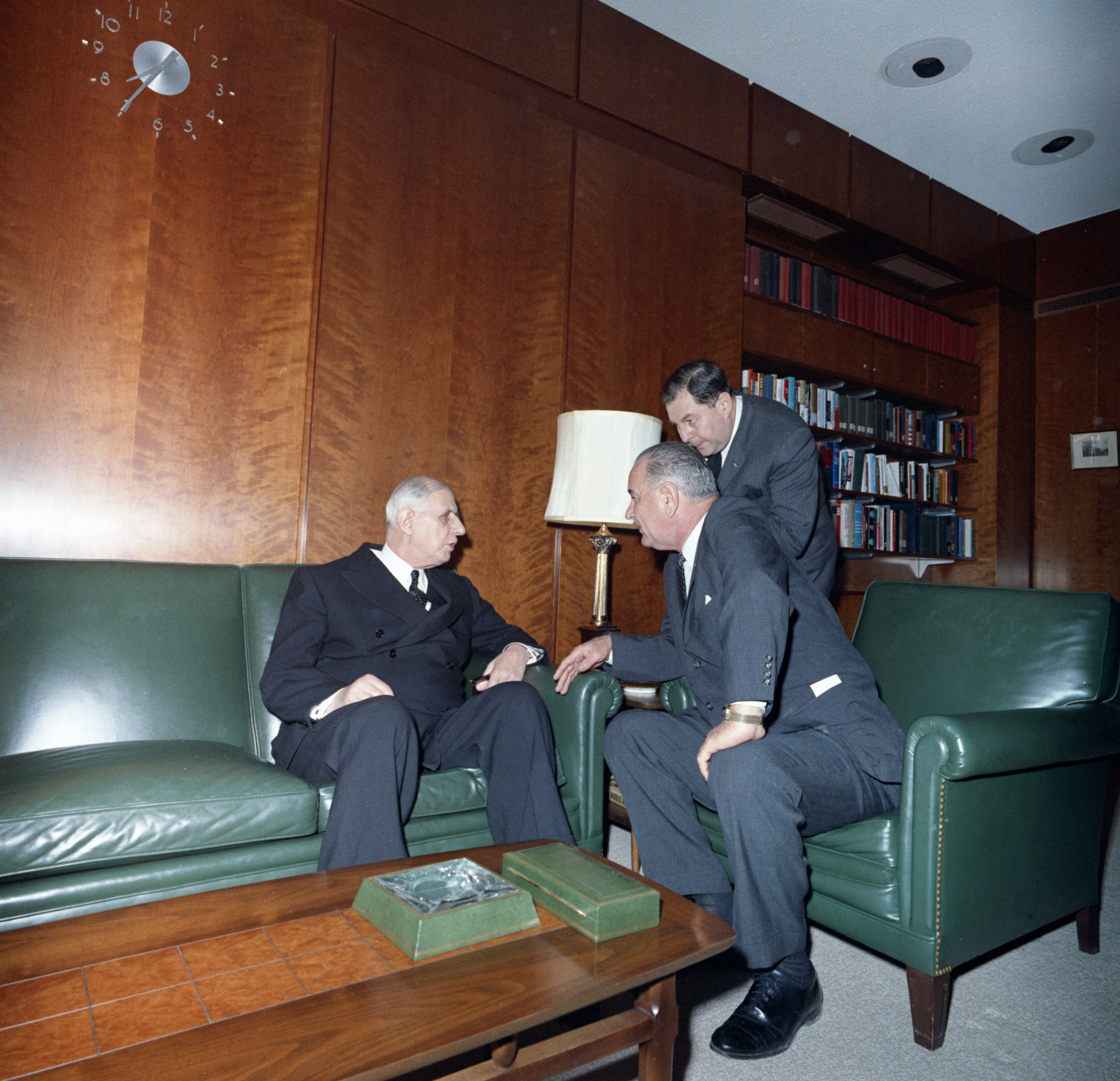
ديغول مع الرئيس ليندون جونسون في واشنطن العاصمة، 1963

مع بداية الحرب الباردة وتهديد الغزو المُتصوَّر من الاتحاد السوفيتي ودول الكتلة الشرقية، أنشأت الولايات المتحدة وكندا وعدد من دول أوروبا الغربية حلف شمال الأطلسي (الناتو) لتنسيق رد عسكري على أي هجوم محتمل. لعبت فرنسا دورًا محوريًا في الأيام الأولى للمنظمة، حيث وفّرت قوة عسكرية كبيرة، ووافقت - بعد تفكير عميق - على مشاركة قوات ألمانيا الغربية. لكن بعد انتخابه عام 1958، رأى شارل ديغول أن المنظمة خاضعة لهيمنة الولايات المتحدة والمملكة المتحدة، وأن أمريكا لن تفي بوعدها بالدفاع عن أوروبا في حال وقوع غزو سوفيتي.
طالب ديغول بالتكافؤ السياسي مع بريطانيا وأمريكا في حلف الناتو، وبتوسيع نطاقه الجغرافي ليشمل الأراضي الفرنسية في الخارج، التي كانت تشهد آنذاك حرب التحرير الجزائرية. إلا أن هذا لم يتحقق، ففي مارس 1959، سحبت فرنسا أسطولها المتوسطي من حلف الناتو، متذرعةً بحاجتها إلى الحفاظ على استراتيجيتها العسكرية المستقلة. وبعد بضعة أشهر، طالب ديغول بإزالة جميع الأسلحة النووية الأمريكية من الأراضي الفرنسية.
استضاف ديغول قمة للقوى العظمى في 17 مايو 1960 لإجراء محادثات للحد من الأسلحة وجهود الانفراج في أعقاب حادثة طائرة يو-2 عام 1960 بين الرئيس الأمريكي دوايت أيزنهاور ورئيس الوزراء السوفيتي نيكيتا خروتشوف ورئيس وزراء المملكة المتحدة هارولد ماكميلان. وقد لاحظ المراقبون العسكريون الأمريكيون في ذلك الوقت علاقات ديغول الوثيقة مع أيزنهاور. قال ديغول لأيزنهاور: "من الواضح أنه لا يمكنك الاعتذار ولكن عليك أن تقرر كيف ترغب في التعامل مع هذا الأمر. سأبذل قصارى جهدي للمساعدة دون أن أكون متحيزًا بشكل علني". عندما أدان خروتشوف رحلات طائرات يو-2 الأمريكية، أعرب ديغول لخروتشوف عن استيائه من 18 تحليقًا شبه متزامن للأقمار الصناعية السوفيتية السرية فوق الأراضي الفرنسية؛ ونفى خروتشوف علمه بتحليقات الأقمار الصناعية. كتب الفريق فيرنون والترز أنه بعد مغادرة خروتشوف، "جاء ديغول إلى أيزنهاور وأمسكه من ذراعه. ثم أمسكني أنا أيضًا من مرفقي، وباعد بيننا قليلًا، وقال لأيزنهاور: "لا أعرف ما سيفعله خروتشوف، ولا ما سيحدث، ولكن مهما فعل، أريدك أن تعلم أنني معك حتى النهاية". أذهلني هذا الكلام، وتأثر أيزنهاور بوضوح بتعبيره غير المتوقع عن دعمه غير المشروط". وقد تأثر الجنرال والترز بـ"دعم ديغول غير المشروط" للولايات المتحدة خلال تلك "الفترة الحاسمة". ثم حاول ديغول إحياء المحادثات بدعوة جميع الوفود إلى مؤتمر آخر في قصر الإليزيه لمناقشة الوضع، لكن القمة انتهت في النهاية في أعقاب حادثة يو-2.

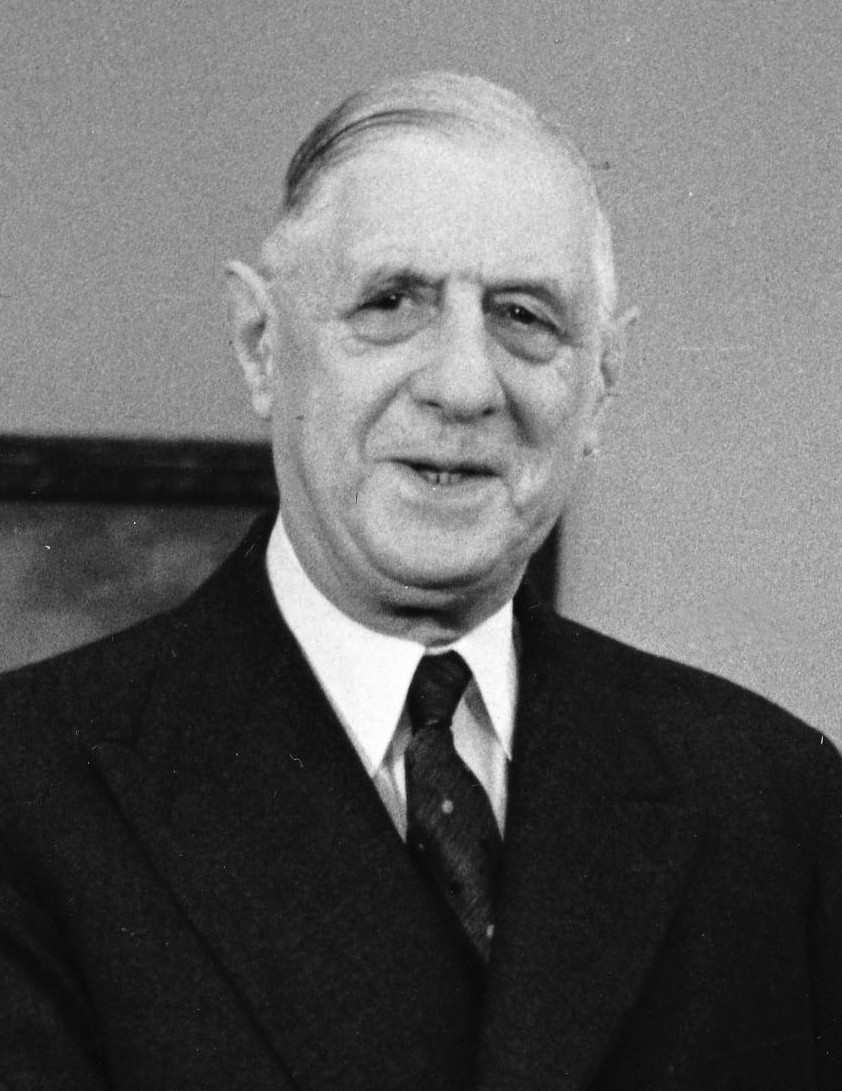
ديغول في عام 1963

في عام 1964، زار ديغول الاتحاد السوفيتي، حيث كان يأمل في ترسيخ نفوذ فرنسا كقوة بديلة في الحرب الباردة. لطالما اعتبر ديغول الشيوعية ظاهرة عابرة، ولم يستخدم مصطلح "الاتحاد السوفيتي" قط، بل كان يُطلق عليها دائمًا اسم روسيا. من وجهة نظره، كانت المصالح الوطنية الروسية، لا الأيديولوجية الشيوعية، هي التي تُحدد عملية صنع القرار في الكرملين. لاحقًا، أعلن عن تحالف جديد بين الدولتين، ولكن على الرغم من زيارة رئيس الوزراء السوفيتي أليكسي كوسيجين لباريس لاحقًا، إلا أن السوفييت لم يعتبروا فرنسا قوة عظمى، وكانوا يعلمون أنهم سيظلون معتمدين على حلف الناتو في حالة نشوب حرب. في عام 1965، انسحب ديغول من منظمة معاهدة جنوب شرق آسيا، وهي المعادلة لحلف الناتو في جنوب شرق آسيا، ورفض المشاركة في أي مناورات مستقبلية للحلف.

#### الانسحاب الجزئي من حلف شمال الأطلسي في عام 1966
دعت رؤية ديغول إلى فرنسا قوية ومستقلة، مسلحة بأسلحة نووية، متوقعًا أن تُمكّن قوته وأسلحته باريس من التعامل مع واشنطن على قدم المساواة. كان يعتقد أن على أوروبا أن تتحرر من أمريكا وتصبح قوة ثالثة في الحرب الباردة، حيث يمكنها حشد الدول المحايدة، وربما تحقيق انفراج مع الاتحاد السوفيتي. وقف حلف شمال الأطلسي (الناتو) حائلًا أمام هذه الأهداف. احتج ديغول على الدور القوي للولايات المتحدة في حلف شمال الأطلسي. واعتبر أن "العلاقة الخاصة" بين الولايات المتحدة والمملكة المتحدة وثيقة للغاية وتضر بالدور الفرنسي في أوروبا. منح وضع حلف شمال الأطلسي القائم الولايات المتحدة حق النقض (الفيتو) على الأسلحة النووية، وبالتالي منع فرنسا من امتلاك قوة نووية مستقلة تمامًا. في مذكرة أُرسلت إلى الرئيس أيزنهاور ورئيس الوزراء ماكميلان في 17 سبتمبر 1958، اقترح ديغول إنشاء إدارة ثلاثية تضع فرنسا على قدم المساواة معهما. أراد ديغول أيضًا توسيع نطاق حلف الناتو ليشمل الجزائر الفرنسية، حيث كانت فرنسا تشن حملةً مضادةً للثورة وتطلب مساعدة الناتو. لم تُفلح أفكار ديغول، فبدأ بتطوير قوة الردع (قوة نووية فرنسية مستقلة). رفض التوقيع على اتفاقية عام 1963 ضد التجارب النووية تحت الأرض. في عام 1963، استخدم حق النقض (الفيتو) ضد انضمام بريطانيا إلى الجماعة الاقتصادية الأوروبية (الاتحاد الأوروبي). لم تحذُ أي دولة من دول الناتو حذوه. في يوليو 1964، وضع ديغول ألمانيا الغربية أمام خيار واضح: "إما أن تتبعوا [ألمانيا الغربية] سياسةً تابعةً للولايات المتحدة، أو أن تتبنوا سياسةً أوروبيةً مستقلةً عنها، ولكن غير معاديةٍ لها". رفضت ألمانيا الغربية إنذار ديغول النهائي بتعهدها بالولاء التام للولايات المتحدة، منهيةً بذلك خطته لقيادة أوروبا. في عامي 1966 و1967، انسحبت فرنسا من الهيكل العسكري لحلف الناتو، الذي كان يشترط أن يكون أمريكيٌّ قائدًا لأي عمل عسكري للحلف. طرد ديغول مقرات حلف شمال الأطلسي ووحداته من الأراضي الفرنسية.  لم يتجاهل شركاء الناتو الخمسة عشر تهديدات ديغول، بل عملوا على توثيق التعاون فيما بينهم لتحييد إجراءاته المضادة.
ظلت فرنسا رسميًا عضوًا في حلف الناتو، وفي عام 2009، أنهى الرئيس نيكولا ساركوزي انفصال فرنسا عن الناتو، مطوّيًا بذلك الفصل الديجولي. يشرح جيمس إليسون سبب رفض أوروبا الغربية لرؤية ديغول:
أثار حفيظة حلفائه في الجماعة الأوروبية والحلف الأطلسي، وعمل ضد المناخ السياسي السائد في الغرب. كان هذا المناخ اعتقادًا عامًا بالترابط والتكامل، وتحقيقهما من خلال إصلاح حلف شمال الأطلسي والحلف الأطلسي، وتطور الجماعة الاقتصادية الأوروبية. خلال النصف الثاني من ستينيات القرن الماضي، أصبح الاستقلال والسيادة الوطنية من الماضي، وقد اتضح ذلك جليًا في ظل سعي ديغول لتحقيقهما.
من منظور ديغول بعيد المدى، كان كل ما يهم حقًا هو الدولة القومية، وليس الأيديولوجيات التي تأتي وتذهب كالشيوعية. أي أن العلاقة الجيدة بين الدولة الفرنسية والدولة الروسية كانت لها أولوية أعلى من القضايا التافهة كالاشتراكية والرأسمالية. إن كسر استقطاب الحرب الباردة سيسمح لفرنسا بتولي دور قيادي رئيسي في العالم. من وجهة نظر ديغول، كان الاستقطاب غير شرعي أيضًا، نظرًا لاستبعاد فرنسا من يالطا وبعض الأحداث الأخرى التي عجّلت بالحرب الباردة بين عامي 1945 و1947. بحلول ذلك الوقت، كان واثقًا من أنه لا يوجد خطر نشوب حرب أوروبية، وأن الاتحاد السوفيتي يعاني من مشاكل داخلية كثيرة تجعله مستعدًا للانفراج. لقد انفصل بشدة عن الصين، وانخرط الطرفان الآن في معركة عالمية للسيطرة على الحركات الشيوعية المحلية. فتح دبلوماسيوه مناقشات غير رسمية مع رومانيا وبلغاريا وبولندا. مع ذلك، شعرت موسكو بالقلق من اقتراح ديغول بأن تُظهر الدول التابعة للاتحاد السوفيتي بعض الاستقلالية. وعندما أظهرت تشيكوسلوفاكيا علامات الاستقلال، غزتها موسكو والدول التابعة لها وسحقت الحكومة الجديدة هناك في عام 1968. وهكذا ماتت سياسة الانفراج كما ماتت خطط ديغول العظيمة.

### الحرب الأهلية النيجيرية
أعلنت المنطقة الشرقية من نيجيريا استقلالها تحت اسم جمهورية بيافرا المستقلة في 30 مايو 1967. في 6 يوليو، أُطلقت الطلقات الأولى في الحرب الأهلية النيجيرية، إيذانًا ببدء صراع استمر حتى يناير 1970. قدمت بريطانيا مساعدات عسكرية لجمهورية نيجيريا الاتحادية - ولكن تم توفير المزيد من قبل الاتحاد السوفييتي. تحت قيادة ديغول، شرعت فرنسا في فترة من التدخل خارج منطقة النفوذ الفرنسي التقليدية. وضعت السياسة الموجهة نحو تفكيك نيجيريا بريطانيا وفرنسا في معسكرين متعارضين. كانت العلاقات بين فرنسا ونيجيريا متوترة منذ الانفجار النووي الفرنسي الثالث في الصحراء الكبرى في ديسمبر 1960. منذ أغسطس 1968، عندما رٌفع الحظر عنها، قدمت فرنسا دعمًا محدودًا وسريًا لمتمردي بيافرا. على الرغم من أن الأسلحة الفرنسية ساعدت في إبقاء بيافرا في حالة حركة خلال الأشهر الخمسة عشر الأخيرة من الحرب الأهلية، إلا أن مشاركتها كانت تُعتبر غير كافية وغير منتجة. صرح رئيس أركان بيافرا أن الفرنسيين "ألحقوا ضررًا أكثر من نفعهم من خلال إثارة الآمال الكاذبة وتزويد البريطانيين بذريعة لتعزيز نيجيريا".

### بولندا
قام الجنرال ديغول بزيارة رسمية إلى بولندا في 6 سبتمبر 1967، وقضى فيها أسبوعًا كاملاً. وصفها ديغول بأنها "حجّ إلى بولندا"، وزار وارسو وغدانسك وكراكوف ومعسكر الإبادة النازي أوشفيتز بيركيناو. التقى بالحشود في الشوارع وهتف (بالبولندية) "تحيا بولندا! بولندا العزيزة، النبيلة، والشجاعة!".

### الاعتراف بجمهورية الصين الشعبية
في يناير 1964، كانت فرنسا، بعد المملكة المتحدة، من أوائل القوى الغربية الكبرى التي أقامت علاقات دبلوماسية مع جمهورية الصين الشعبية، التي تأسست عام 1949 وكانت معزولة على الساحة الدولية.  باعترافه بحكومة ماو تسي تونغ، أشار ديغول إلى كل من واشنطن وموسكو بأن فرنسا تنوي انتهاج سياسة خارجية مستقلة.  وقد لاقت هذه الخطوة انتقادات في الولايات المتحدة لأنها بدت أنها تُلحق ضررًا بالغًا بسياسة الاحتواء الأمريكية في آسيا.  برر ديغول هذا الإجراء بـ"ثقل الأدلة والمنطق"، معتبرًا أن الثقل الديموغرافي للصين وامتدادها الجغرافي يضعانها في موقع يؤهلها للعب دور قيادي عالمي.  كما استغل ديغول هذه الفرصة لإثارة التنافس بين الاتحاد السوفيتي والصين، وهي سياسة اتبعها هنري كيسنجر بعد عدة سنوات بـ"الدبلوماسية الثلاثية" التي هدفت أيضًا إلى إحداث انقسام صيني-سوفيتي. 
أقامت فرنسا علاقات دبلوماسية مع جمهورية الصين الشعبية، وهي الخطوة الأولى نحو الاعتراف الرسمي دون قطع العلاقات مع جمهورية الصين (تايوان) بقيادة تشيانج كاي شيك. حتى ذلك الحين، أصرت جمهورية الصين الشعبية على التزام جميع الدول بشرط "الصين الواحدة"، وفي البداية لم يكن واضحًا كيف ستُحل المسألة. إلا أن اتفاقية تبادل السفراء تأجلت ثلاثة أشهر، وفي فبراير، حلّ شيانغ كاي شيك المشكلة بقطع العلاقات الدبلوماسية مع فرنسا. بعد ثماني سنوات، زار الرئيس الأمريكي ريتشارد نيكسون جمهورية الصين الشعبية وبدأ تطبيع العلاقات، وهي سياسة أكّدها بيان شنغهاي الصادر في 28 فبراير 1972.

### حرب الأيام الستة
ومع تصاعد التوتر في الشرق الأوسط في عام 1967، أعلن ديغول في الثاني من يونيو حظراً على الأسلحة ضد إسرائيل، وذلك قبل ثلاثة أيام فقط من اندلاع حرب 1967. ومع ذلك، فإن هذا لم يؤثر على قطع الغيار الخاصة بالمعدات العسكرية الفرنسية التي كانت القوات المسلحة الإسرائيلية مجهزة بها. 
كان هذا تغييرًا مفاجئًا في السياسة الفرنسية. ففي عام 1956، تعاونت فرنسا وبريطانيا وإسرائيل في جهدٍ مُحكم لاستعادة قناة السويس من مصر. شغّل سلاح الجو الإسرائيلي طائرات ميراج وميستير الفرنسية في الحرب، وكانت قواتها البحرية تبني زوارقها الصاروخية الجديدة في شيربورغ. ورغم دفع ثمنها، فقد أوقفت حكومة ديغول نقلها إلى إسرائيل. ولكن تم تهريبها في عملية أثارت المزيد من الإدانات من الحكومة الفرنسية. أُبحرت آخر الزوارق في ديسمبر 1969، مباشرةً بعد صفقة كبرى بين فرنسا والجزائر المستقلة آنذاك، والتي قُدّمت بموجبها أسلحة فرنسية مقابل النفط الجزائري.
في عهد ديغول، وبعد استقلال الجزائر، انتهجت فرنسا سياسة خارجية أكثر ميلاً للجانب العربي. وقد لعب موقف الرئيس ديغول عام 1967 إبان الحرب دورًا في تعزيز شعبية فرنسا في العالم العربي. ولجأت إسرائيل إلى الولايات المتحدة للحصول على الأسلحة، وإلى صناعتها المحلية. وفي مؤتمر صحفي متلفز في 27 نوفمبر 1967، وصف ديغول الشعب اليهودي بأنه "هذا الشعب النخبوي، الواثق من نفسه والمسيطر".
في رسالته إلى ديفيد بن جوريون بتاريخ 9 يناير 1968، أوضح أنه مقتنع بأن إسرائيل تجاهلت تحذيراته وتجاوزت حدود الاعتدال باستيلائها على القدس والأراضي الأردنية والمصرية والسورية بقوة السلاح. ورأى أن إسرائيل مارست القمع والتهجير خلال فترة الاحتلال، وأن ذلك يُعدّ ضمًا. وقال إنه في حال سحبت إسرائيل قواتها، يبدو أنه من الممكن التوصل إلى حل من خلال إطار الأمم المتحدة، والذي قد يشمل ضمانات بمستقبل كريم وعادل للاجئين والأقليات في الشرق الأوسط، واعتراف جيران إسرائيل، وحرية الملاحة عبر خليج العقبة وقناة السويس. 

### الولايات المتحدة

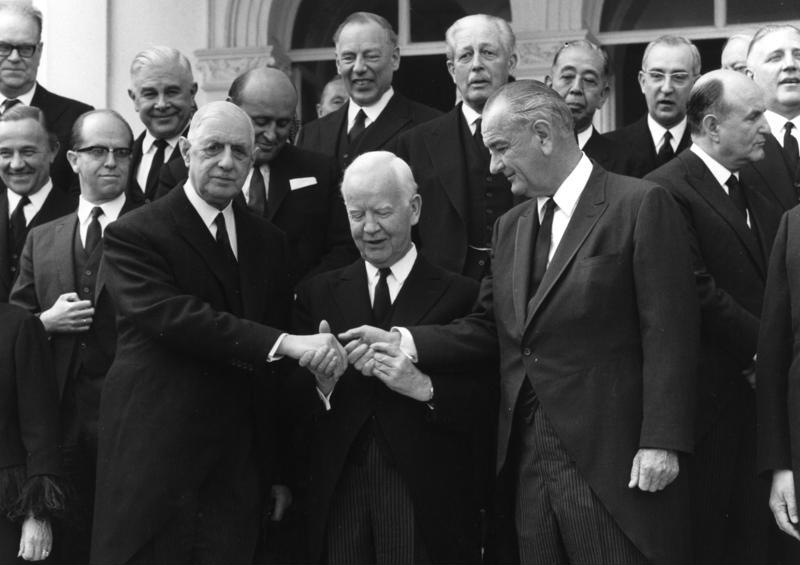
ديغول وليندون جونسون في اجتماع في جنازة كونراد أديناور عام 1967، مع رئيس ألمانيا الغربية هاينريش لوبكي (وسط الصورة)

على الرغم من أن ديغول تمتع في البداية بعلاقات جيدة مع الرئيس الأمريكي جون كينيدي، الذي أعجب بموقفه ضد الاتحاد السوفيتي - وخاصةً أثناء بناء جدار برلين - والذي وصفه بأنه "قائد عظيم للعالم الغربي"، إلا أن علاقتهما فترت لاحقًا. كان ديغول الحليف الأوثق لكينيدي خلال أزمة الصواريخ الكوبية، ودعم اليمين الذي زعمت الولايات المتحدة أنه يدافع عن مصالحها في نصف الكرة الغربي، على عكس المستشار الألماني كونراد أديناور الذي شكك في التزام كينيدي تجاه أوروبا، ورأى أنه كان من الممكن تجنب الأزمة. تقبّل ديغول ضرورة قيام الولايات المتحدة بعمل عسكري استباقي ضد كوبا، على عكس العديد من القادة الأوروبيين الآخرين في عصره. كان ديغول شخصية بارزة في جنازات رئيسين أمريكيين: كينيدي ودوايت أيزنهاور (كانت جنازة أيزنهاور زيارته الوحيدة للولايات المتحدة منذ جنازة جون كينيدي).  
أشار الفريق فيرنون والترز، الملحق العسكري لدوايت أيزنهاور والملحق العسكري في فرنسا لاحقًا من عام 1967 إلى عام 1973، إلى العلاقة الوثيقة بين ديغول وأيزنهاور، ودعمه المطلق له خلال حادثة الطائرة يو-2، ودعمه القوي لكينيدي خلال أزمة الصواريخ الكوبية. ولذلك، كان والترز شديد الفضول لمعرفة التناقض الكبير بين علاقات ديغول الوثيقة برئيسين أمريكيين خلال أزمات الحرب الباردة البارزة وقراره اللاحق بانسحاب فرنسا من القيادة العسكرية لحلف الناتو، وتحدث والترز مع العديد من المساعدين العسكريين والسياسيين المقربين لديغول.
ويستنتج والترز، استناداً إلى تعليقات ديغول على العديد من مساعديه (وإلى أيزنهاور خلال اجتماع في قلعة رامبوليت في عام 1959)، أن ديغول كان يخشى أن رؤساء الولايات المتحدة اللاحقين بعد أيزنهاور لن يتمتعوا بالروابط الخاصة التي يتمتع بها أيزنهاور مع أوروبا ولن يخاطروا بحرب نووية بسبب أوروبا.  كما فسر ديغول الحل السلمي لأزمة الصواريخ الكوبية دون القتال لاستعادة كوبا من الشيوعية التي تبعد 90 ميلاً فقط عن الولايات المتحدة كإشارة إلى أن الولايات المتحدة قد لا تقاتل من أجل الدفاع عن أوروبا التي تبعد 3500 ميل في أعقاب العدوان السوفييتي في أوروبا، ولكنها لن تخوض الحرب إلا بعد توجيه ضربة نووية ضد الولايات المتحدة نفسها.  أخبر ديغول أيزنهاور أن فرنسا لا تسعى إلى التنافس مع القيادة الجوية الاستراتيجية أو جيش الولايات المتحدة، لكنه يعتقد أن فرنسا بحاجة إلى طريقة لضرب الاتحاد السوفييتي. 
في إطار جولة أوروبية، زار نيكسون فرنسا عام 1969.  وتبنى كلٌّ من نيكسون وديغول النهجَ نفسه غيرَ الويلسوني في الشؤون العالمية، مؤمنين بالدول وقوتها النسبية، بدلاً من الأيديولوجيات أو المنظمات الدولية أو الاتفاقيات متعددة الأطراف. ويُعرف ديغول بتسميته الأمم المتحدة بـ"الآلة" (بالفرنسية: le Machin) ("الشيء").

#### خطاب بنوم بنه
في سبتمبر 1966، وفي خطاب شهير ألقاه في بنوم بنه، كمبوديا، أعرب ديغول عن استنكار فرنسا للتدخل الأمريكي في حرب فيتنام، داعيًا إلى انسحاب الولايات المتحدة من فيتنام باعتباره السبيل الوحيد لضمان السلام. اعتبر ديغول الحرب "أعظم عبثية في القرن العشرين". تحدث ديغول كثيرًا مع جورج بال، وكيل وزارة الخارجية الأمريكية في عهد الرئيس ليندون جونسون، وأخبر بال أنه يخشى أن تُخاطر الولايات المتحدة بتكرار تجربة فرنسا المأساوية في فيتنام، التي وصفها ديغول بـ"البلد الفاسد". أرسل بال لاحقًا مذكرة من 76 صفحة إلى جونسون ينتقد فيها سياسة جونسون تجاه فيتنام في أكتوبر 1964.

#### أزمة الدولار الأمريكي
في نظام بريتون وودز الذي وُضع عام 1944، كان الدولار الأمريكي قابلاً للتحويل إلى ذهب. في فرنسا، أُطلق على هذا النظام اسم "امتياز أمريكا الباهظ" لأنه أدى إلى "نظام مالي غير متكافئ" حيث يرى الأجانب أنفسهم "يدعمون مستويات المعيشة الأمريكية ويدعمون الشركات الأمريكية متعددة الجنسيات". وكما لخص الاقتصادي الأمريكي باري آيكنجرين: "لا يكلف مكتب النقش والطباعة سوى بضعة سنتات لإنتاج ورقة نقدية من فئة 100 دولار، بينما اضطرت الدول الأخرى إلى دفع 100 دولار من السلع الفعلية للحصول عليها". في فبراير 1965، أعلن الرئيس شارل ديغول عن نيته استبدال احتياطياته من الدولار الأمريكي بالذهب بسعر الصرف الرسمي. أرسل البحرية الفرنسية عبر المحيط الأطلسي لاستلام احتياطي الذهب الفرنسي، الذي نُقل إلى هناك خلال الحرب العالمية الثانية، وتبعته عدة دول. أدى ذلك إلى انخفاض كبير في مخزون الذهب الأمريكي ونفوذ الولايات المتحدة الاقتصادي، مما دفع الرئيس الأمريكي ريتشارد نيكسون إلى إنهاء قابلية تحويل الدولار إلى ذهب من جانب واحد في 15 أغسطس 1971 (ما عُرف بـ"صدمة نيكسون"). كان من المفترض أن يكون هذا الإجراء مؤقتًا، لكن الدولار أصبح عملة ورقية عائمة بشكل دائم، وفي أكتوبر 1976، غيّرت الحكومة الأمريكية رسميًا تعريف الدولار، حيث أُزيلت الإشارة إلى الذهب من القوانين.  

### تحيا كيبيك حرة!

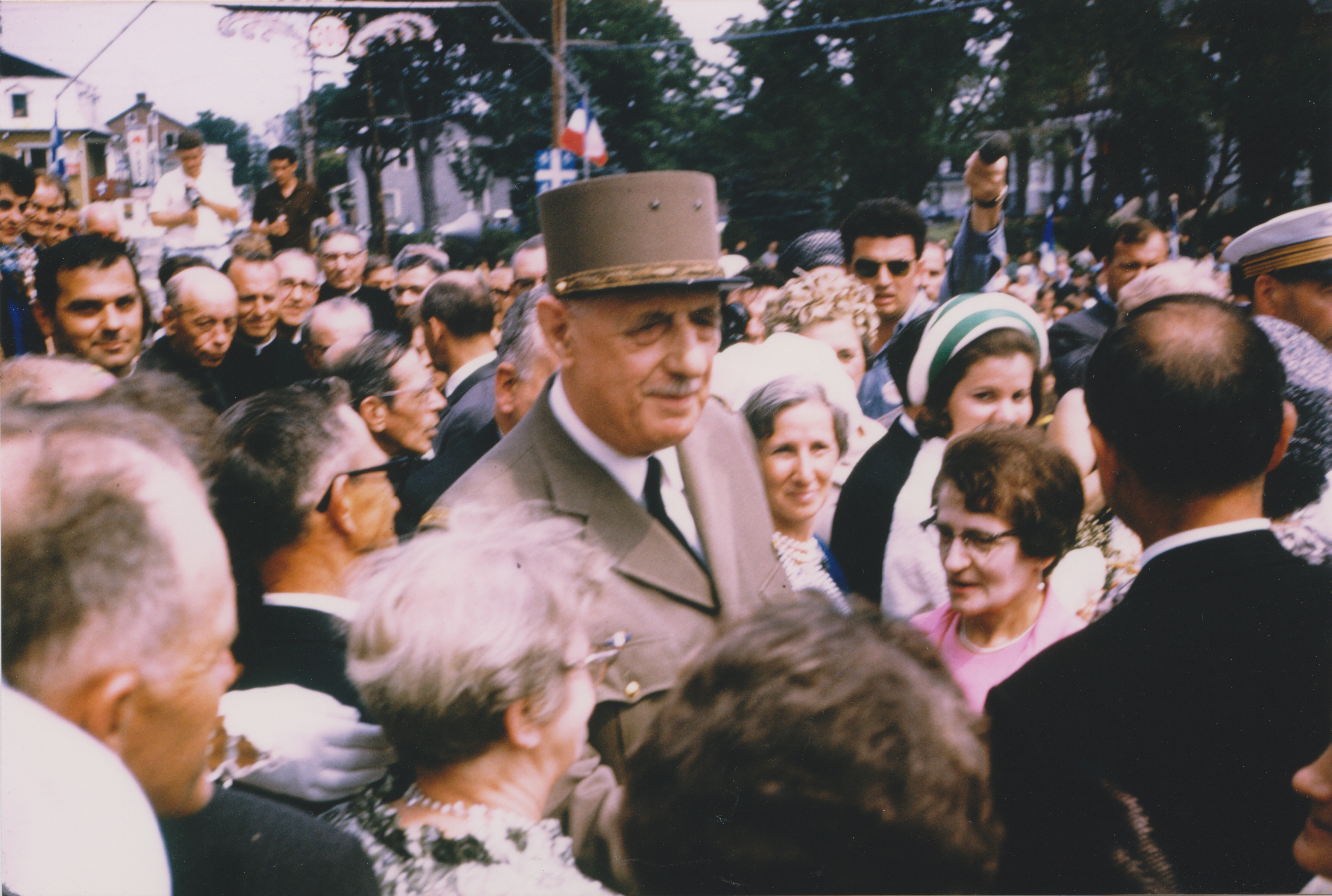
الجنرال شارل ديغول في سانت آن دو لا بيراد، 1967

في يوليو 1967، زار ديغول كندا، التي كانت تحتفل بالذكرى المئوية لتأسيسها بمعرض عالمي في مونتريال، إكسبو 67. في 24 يوليو، ألقى ديغول خطابًا أمام حشد كبير من شرفة مبنى بلدية مونتريال، وهتف قائلًا: "تحيا كيبيك حرة! تحيا كندا الفرنسية! وتحيا فرنسا!". انتقدت وسائل الإعلام الكندية هذا التصريح بشدة، وصرح رئيس وزراء كندا، ليستر بيرسون، بأن "الكنديين ليسوا بحاجة إلى التحرر". غادر ديغول كندا فجأة بعد يومين، دون التوجه إلى أوتاوا كما كان مقررًا. لم يعد إلى كندا قط. أثار هذا الخطاب استياء العديد من الكنديين الناطقين باللغة الإنجليزية، وتعرض لانتقادات شديدة في فرنسا أيضًا، وأدى إلى خلاف دبلوماسي كبير بين البلدين.
ومع ذلك، فقد اعتبر هذا الحدث بمثابة لحظة فاصلة بالنسبة لحركة سيادة كيبيك،  ولا يزال يمثل معلمًا مهمًا في تاريخ كيبيك في نظر معظم سكان كيبيك. 
في العام التالي، زار ديغول بريتاني، حيث ألقى قصيدة كتبها عمه (شارل ديغول) باللغة البريتونية. جاء هذا الخطاب في أعقاب سلسلة من حملات القمع ضد القومية البريتونية. اتُهم ديغول بالنفاق، إذ دعم من جهة كيبيك "الحرة" بسبب اختلافاتها اللغوية والإثنية عن الكنديين الآخرين، وقمع حركة قومية إقليمية وإثنية في بريتاني من جهة أخرى.

### زائير
باعتبارها ثاني أكبر دولة ناطقة بالفرنسية من حيث عدد السكان في العالم، والأكبر سكانًا في أفريقيا جنوب الصحراء الكبرى، كانت زائيرذات أهمية استراتيجية كبيرة لفرنسا. خلال عهد جمهورية الكونغو الأولى، مالَت فرنسا إلى الانحياز إلى القوى المحافظة والفيدرالية، في معارضة الوحدويين مثل لومومبا. بعد فترة وجيزة من سحق انفصال كاتانغا بنجاح، وقّعت زائير (التي كانت تُسمى آنذاك جمهورية الكونغو) معاهدة تعاون فني وثقافي مع فرنسا. خلال رئاسة شارل ديغول، ازدادت العلاقات الدبلوماسية بين البلدين قوةً وتقاربًا تدريجيًا بفضل مصالحهما الجيوسياسية المشتركة.

## التقييمات
قام الباحث الفرنسي ألفريد غروسر بتقييم نقاط القوة والضعف في سياسة ديغول الخارجية. من الناحية الإيجابية، يُشيد بشدة باستعادة فرنسا مكانتها المرموقة في الشؤون العالمية، وعودةً إلى مكانة تاريخية. والفرنسيون أنفسهم سعداء للغاية بهذا التطور. كما قال وزير الخارجية موريس كوف دي مورفيل للجمعية الوطنية عام 1964: "لقد استعادت فرنسا مكانتها في جميع قطاعات الشؤون العالمية". لا يوجد معارضة تُذكر لهذا الاستنتاج داخل فرنسا، حتى من أعداء ديغول القدامى. ومع ذلك، ينظر بقية العالم إلى هذا الادعاء بشيء من التسلية، حيث لم يستعد ديغول السمعة الدبلوماسية لباريس في واشنطن أو لندن أو موسكو ولا في بكين أو نيودلهي أو طوكيو أو بون أو روما. ظلت ألمانيا الغربية أكثر تحالفًا مع الولايات المتحدة في الشؤون العالمية الرئيسية، وخاصة فيما يتعلق بحلف شمال الأطلسي. عندما انهارت السيطرة السوفيتية على أوروبا الشرقية عام 1989، قادت الولايات المتحدة الجهود لإعادة توحيد ألمانيا، على الرغم من الشكوك الفرنسية الجادة. ثانيًا، أثبتت فرنسا استقلالها عن القوى الأنجلو ساكسونية - وخاصة الولايات المتحدة، وكذلك بريطانيا. لقد أزعج خطاب ديغول المناهض لأمريكا الأمريكيين بالفعل، وشجع بعض المثقفين المعادين للأمريكيين. كان سحبه للجيش الفرنسي من حلف شمال الأطلسي رمزيًا في الأساس كان هذا الإجراء محدود النتائج العملية. وقد أدى ذلك إلى نقل مقر حلف الناتو إلى بلجيكا، مما أدى إلى تخلي الجنرالات الفرنسيين عن دورهم في سياسة الناتو. ويخلص معظم المؤرخين إلى أن حلف الناتو ازداد قوة، وأن ديغول فشل في إضعافه أو الحد من الهيمنة الأمريكية.
طوال فترة حكم ديغول، نجح في منع انضمام بريطانيا إلى الاتحاد الأوروبي. وعندما تقاعد، باءت تلك السياسة الإقصائية بالفشل. ويخلص غروسر إلى أن الجهود الفرنسية الهائلة للاستقلال عن واشنطن في السياسة النووية من خلال بناء "قوة ردع نووية" خاصة بها قد باءت بالفشل. وجاءت التكلفة الباهظة للميزانية على حساب إضعاف القدرات العسكرية التقليدية لفرنسا. ولم تُعر واشنطن ولا موسكو اهتمامًا كبيرًا للرادع النووي الفرنسي بأي شكل من الأشكال. وبصفتها قوة محايدة في الشؤون العالمية، تتمتع فرنسا بنفوذ كبير على مستعمراتها السابقة، يفوق بكثير أي قوة استعمارية سابقة أخرى. لكن الدول المعنية ليست قوى عظمى، والدول المحايدة الكبرى آنذاك، مثل الهند ويوغوسلافيا وإندونيسيا، لم تُعر باريس اهتمامًا يُذكر. ولم يكن له تأثير كبير في الأمم المتحدة. في حين أن الشعب الفرنسي دعم وأعجب بالسياسة الخارجية لشارل ديغول في ذلك الوقت، فإنه في الماضي صنع كل ذلك بنفسه مع القليل من الاهتمام بالرأي العام الفرنسي أو رأي النخبة. 

## ملحوظات
1. 1 2 3 4  Fenby، Jonathan (2010). The General: Charles De Gaulle and the France He Saved. New York: Simon & Schuster. ISBN:978-1-84737-392-2.
2. ↑  Funk، Arthur Layton (1954). "The "Anfa Memorandum": An Incident of the Casablanca Conference". The Journal of Modern History. ج. 26 ع. 3: 246–254. DOI:10.1086/237707. ISSN:0022-2801. JSTOR:1875377. S2CID:144485998. مؤرشف من الأصل في 2023-12-08.
3. ↑  Meir Zamir (2014). The Secret Anglo-French War in the Middle East: Intelligence and Decolonization, 1940–1948. Routledge. ص. 126–34. ISBN:978-1-317-65740-8. مؤرشف من الأصل في 2023-04-13.
4. ↑  Kolodziej، Edward A (1974). French International Policy under de Gaulle and Pompidou: The Politics of Grandeur. ص. 618.
5. ↑  Kulski 1966، صفحة 239ff.
6. ↑  Kulski 1966، صفحة 176.
7. ↑  Gabrielle Hecht and Michel Callon، المحرر (2009). The Radiance of France: Nuclear Power and National Identity after World War II. MIT Press. ص. 7–9. ISBN:9780262266178. مؤرشف من الأصل في 2025-02-25.
8. ↑  Servenay، David (2023). "Le système Foccart". في Borrel، Thomas؛ Boukari-Yabara، Amzat؛ Collombat، Benoît؛ Deltombe، Thomas (المحررون). Une histoire de la Françafrique: L'empire qui ne veut pas mourir. Seuil. ص. 349–360. ISBN:9782757897751.
9. ↑  "Charles Andre Joseph Marie de Gaulle". مؤرشف من الأصل في 2017-03-16. اطلع عليه بتاريخ 2017-03-15.
10. ↑  De Gaulle avait compris avant tout le monde que l'UE était une arnaque. 23 مارس 2014. مؤرشف من الأصل في 2015-05-13. اطلع عليه بتاريخ 2016-01-14 – عبر YouTube.
11. ↑  Régis Debray (1994) Charles de Gaulle: Futurist of the Nation translated by John Howe, Verso, New York, (ردمك 0-86091-622-7); a translation of Debray, Régis (1990) A demain de Gaulle Gallimard, Paris, (ردمك 2-07-072021-7)
12. ↑  Rowland، Benjamin M. (16 أغسطس 2011). Charles de Gaulle's Legacy of Ideas. Lexington Books. ISBN:978-0-7391-6454-9. مؤرشف من الأصل في 2017-04-08.
13. ↑  Trachtenberg، Marc (2003). Between Empire and Alliance. Rowman & Littlefield. ISBN:978-0-7425-2177-3. مؤرشف من الأصل في 2021-01-25.
14. ↑  "Biographie 1962–1968: la consolidation du régime". Fondation Charles de Gaulle. مؤرشف من الأصل في 2006-05-22.
15. ↑  "How the EU was built". BBC News. 5 ديسمبر 2000. مؤرشف من الأصل في 2008-03-08. اطلع عليه بتاريخ 2007-08-18.
16. ↑  Antoine Capet؛ Aïssatou Sy-Wonyu (2003). The "special Relationship". Publication Univ Rouen Havre. ص. 218. ISBN:978-2-87775-862-8. مؤرشف من الأصل في 2021-12-14. اطلع عليه بتاريخ 2016-04-18.
17. ↑  "European NAvigator (ENA) – General de Gaulle's first veto". مؤرشف من الأصل في 2011-07-22. اطلع عليه بتاريخ 2010-10-22.
18. ↑  Moravscik، Andrew (2008). The Choice for Europe: Social Purpose and State Power from Messina to Maastricht. Cornell University Press. ISBN:978-0-8014-3509-6.
19. ↑  "Just a Normal Winter's Day in Dover". The Times. 2 يناير 1973.
20. ↑  "Gen. De Gaulle Takes His Legend To S. America – 40 Speeches To Be Made During 20,000-Mile Tour". The Times. 18 سبتمبر 1964.
21. ↑  Crawley، Aidan (1969). De Gaulle: A Biography. Bobbs-Merrill Co. ISBN:978-0-00-211161-4. مؤرشف من الأصل في 2020-09-21. اطلع عليه بتاريخ 2020-08-24.
22. 1 2  1960: East-West summit in tatters after spy plane row نسخة محفوظة 23 October 2012 على موقع واي باك مشين.. BBC.co.uk; accessed 7 June 2016.
23. 1 2 3 4 5  Walter, Vernon A. (2007) [1974]. "General De Gaulle in Action: 1960 Summit Conference". Studies in Intelligence. ج. 38 ع. 5. مؤرشف من الأصل في 2012-09-27. اطلع عليه بتاريخ 2012-12-12.
24. ↑  Garret Joseph Martin (2013). General de Gaulle's Cold War: Challenging American Hegemony, 1963-68. Berghahn Books. ص. 35. ISBN:9781782380160. مؤرشف من الأصل في 2023-12-09.
25. ↑  Christian Nuenlist؛ Anna Locher؛ Garret Martin (2010). Globalizing de Gaulle: International Perspectives on French Foreign Policies, 1958–1969. Lexington Books. ص. 99–102. ISBN:9780739142509. مؤرشف من الأصل في 2024-12-24.
26. ↑  James Ellison, "Separated by the Atlantic: the British and de Gaulle, 1958–1967" in Glyn Stone and Thomas G. Otte، المحرر (2013). Anglo-French Relations since the Late Eighteenth Century. Routledge. ص. 239. ISBN:9781317997832. مؤرشف من الأصل في 2023-12-04.
27. ↑  "920 Days of Fighting, Death and Hunger". The Times. 12 يناير 1970.
28. ↑  Saha، Santosh C. (2006). Perspectives on Contemporary Ethnic Conflict: Primal Violence Or the Politics of Conviction?. Lanham MD: Lexington Books. ص. 184, 344. ISBN:978-0-7391-1085-0.
29. ↑  "Polska wiwatuje na cześć Charles'a de Gaulle'a". PolskieRadio.pl. مؤرشف من الأصل في 2021-12-14. اطلع عليه بتاريخ 2020-06-15.
30. 1 2 3 4 5  Gosset، David (8 يناير 2009). "A Return to De Gaulle's 'Eternal China'". Greater China. Asia Times. مؤرشف من الأصل في 2009-01-19. اطلع عليه بتاريخ 2016-01-14.
31. ↑  "Recognition of Peking by France – Relations with two regimes – Chiang protest but no break". The Times. 28 يناير 1964.
32. ↑  "Chiang Breaks with France". The Times. 11 فبراير 1964.
33. ↑  "Nixon's China's Visit and "Sino-U.S. Joint Communiqué". مؤرشف من الأصل في 2009-02-05. اطلع عليه بتاريخ 2009-01-13.
34. ↑  "French Emphasis on Long-Term Issues". The Times. 7 يونيو 1967.
35. ↑  "De Gaulle and the Third World". Fondation Charles de Gaulle. مؤرشف من الأصل في 2006-11-18.
36. ↑  "France-Israel: from De Gaulle's arms embargo to Sarkozy's election". Ejpress.org. مؤرشف من الأصل في 2013-09-02.
37. ↑  "Text of de Gaulle's Answer to Letter From Ben-Gurion". The New York Times. 10 يناير 1968. مؤرشف من الأصل في 2018-07-22. اطلع عليه بتاريخ 2018-07-22.
38. ↑  Fenby، Jonathan (2010). The General: Charles De Gaulle and the France He Saved. New York: Simon & Schuster. ISBN:978-1-84737-392-2. مؤرشف من الأصل في 2018-08-28. اطلع عليه بتاريخ 2017-11-19.
39. ↑  Reynolds، D. (2000). One World Divisible: A Global History Since 1945. New York: W W Norton and Company. ص. 182. ISBN:0-393-32108-8.
40. ↑  Grose، Peter (31 مارس 1969). "Nixon will Meet with De Gaulle Today". The New York Times. ص. 1. President de Gaulle arrived by plane from Paris, on his first visit to the United States after the funeral of President Kennedy in 1963.
41. ↑  Belair، Felix Jr. (1 أبريل 1969). "World's Leaders Join in Services for Eisenhower". The New York Times. ص. 1.
42. ↑  Walter, Vernon A. (2007) [1974]. "General De Gaulle in Action: 1960 Summit Conference". Studies in Intelligence. ج. 38 ع. 5. مؤرشف من الأصل في 2012-09-27. اطلع عليه بتاريخ 2012-12-12.Walter, Vernon A. (2007) [1974]. "General De Gaulle in Action: 1960 Summit Conference". Studies in Intelligence. 38 (5). Archived from the original on 27 September 2012. Retrieved 12 December 2012.
43. ↑  "De Gaulle's Warm Welcome to Nixon". The Times. 1 مارس 1969.
44. ↑  "Citations et petites phrases du général de Gaulle – de A à Z". Fondation Charles de Gaulle. مؤرشف من الأصل في 2008-11-18.
45. ↑  "Allocution prononcée à la réunion populaire de Phnom-Penh, 1er septembre 1966" [Address by the President of the French Republic (General de Gaulle), Phnom Penh, Cambodia, 1 September 1966]. Fondation Charles de Gaulle. 2008. مؤرشف من الأصل في 2008-11-18.
46. ↑  Gowland, David; Turner, Arthur: Reluctant Europeans: Britain and European Integration, 1945–1998 نسخة محفوظة 14 December 2021 على موقع واي باك مشين., Routledge, p. 166. Accessed on 31 October 2019.
47. ↑  Karnow، Stanley (1983). Vietnam: A History. New York: The Viking Press. ص. 405. ISBN:9780670746040. OCLC:779626081.
48. 1 2  Barry Eichengreen (2011). Exorbitant Privilege: The Rise and Fall of the Dollar and the Future of the International Monetary System. Oxford University Press. ص. 4. ISBN:978-0-19-978148-5. مؤرشف من الأصل في 2015-03-19. اطلع عليه بتاريخ 2015-06-27.
49. ↑  Eugène White, Dominique Simard, Michael Bordo, La France et le système monétaire de Bretton Woods  نسخة محفوظة 15 December 2014 على موقع واي باك مشين.
50. ↑  Margaret Garritsen De Vries (1976). The International Monetary Fund, 1966–1971. International Monetary Fund. ص. 61. ISBN:978-0-939934-09-6. مؤرشف من الأصل في 2017-03-03. اطلع عليه بتاريخ 2015-06-27.
51. ↑  Samy Mesli, historien. "Charles de Gaulle au Québec 24 juillet 1967". Fondation Lionel-Groulx, 2017—2018 (بالفرنسية). Charles de Gaulle au Québec en 1967. Archived from the original on 2025-06-17. Retrieved 2023-08-06.
52. ↑  Depoe، Norman (24 يوليو 1967). "Vive le Québec libre!". On This Day. CBC News. مؤرشف من الأصل في 2012-05-01.
53. ↑  Gillan، Michael (26 يوليو 1967). "Words unacceptable to Canadians: De Gaulle Rebuked by Pearson". The Globe and Mail. Toronto. ص. 1, 4.
54. ↑  Spicer، Keith (27 يوليو 1967). "Paris perplexed by De Gaulle's Quebec conduct". The Globe and Mail. Toronto. ص. 23.
55. ↑  "Gen De Gaulle Rebuked by Mr Pearson – Canada Rejects Efforts to Destroy Unity – Quebec Statements Unacceptable". The Times. London, UK. 26 يوليو 1967.
56. ↑  "Levesque pays tribute to Charles de Gaulle". The Leader-Post. Regina, Saskatchewan. Reuters. 1 نوفمبر 1977. ص. 2. مؤرشف من الأصل في 2021-12-14. اطلع عليه بتاريخ 2020-04-03.
57. ↑  "De Gaulle and "Vive le Québec Libre"". General De Gaulle and "Vive le Québec libre". The Canadian Encyclopedia (بالإنجليزية). 2012. Archived from the original on 2012-01-19. Retrieved 2025-07-13.
58. ↑  Ellis، Peter Berresford (1993). The Celtic Dawn: A History of Pan Celticism. London: Constable. ص. 62.
59. 1 2  "Zaire: A Country Study", "Relations with France" نسخة محفوظة 13 December 2012 at Archive.is. Lcweb2.loc.gov. Retrieved on 23 April 2014.
60. ↑  Meredith, Martin (2005). The Fate of Africa: From the Hopes of Freedom to the Heart of Despair. PublicAffairs. (ردمك 1-58648-246-7). p. 525
61. ↑  Lott، Gaia (27 فبراير 2019). "East-West and West-West competition in the Great Lakes Region, 1975–85". Cold War History. ج. 19 ع. 4: 511–528. DOI:10.1080/14682745.2018.1559830. S2CID:159433054. مؤرشف من الأصل في 2023-02-18. اطلع عليه بتاريخ 2023-02-18.
62. ↑  Gale A. Mattox؛ Stephen M. Grenier (2015). Coalition Challenges in Afghanistan: The Politics of Alliance. Stanford University Press. ص. 124. ISBN:9780804796293. مؤرشف من الأصل في 2023-12-04.
63. ↑  Garret Joseph Martin (2013). General de Gaulle's Cold War: Challenging American Hegemony, 1963-68. Berghahn Books. ص. 170. ISBN:9781782380160. مؤرشف من الأصل في 2023-12-08.
64. ↑  Kulski 1966، صفحات 314–320.
65. ↑  Kulski 1966، صفحات 321–389.
66. ↑  Kulski 1966، صفحات 37–38.

### فهرس
- بيرثون، سيمون. الحلفاء في الحرب: التنافس المرير بين تشرشل وروزفلت وديغول . (2001). 356 صفحة على الإنترنت
- فينبي، جوناثان. الجنرال: شارل ديغول وفرنسا التي أنقذها (2011)، سيرة ذاتية شهيرة على الإنترنت
- جروسر، ألفريد. السياسة الخارجية الفرنسية في عهد ديغول (1977)
- جاكسون، جوليان. شارل ديغول (2003)، 172 صفحة
- جاكسون، جوليان. فكرة معينة عن فرنسا: حياة شارل ديغول (2018) 887 صفحة؛ أحدث سيرة ذاتية رئيسية.
- جونسون، دوغلاس. "ديغول ودور فرنسا في العالم". في هيو جوغ وجون هورن، المحررون. ديغول وفرنسا في القرن العشرين (1994): 83-94.
- كولودزيج، إدوارد أ. السياسة الدولية الفرنسية في عهد ديغول وبومبيدو: سياسة العظمة (1974)
- لاكوتور، جان. ديغول: الحاكم 1945-1970 (المجلد 2، 1993)، 700 صفحة، سيرة علمية مهمة. متصل
- مارتن، غاريت. "الانسحاب من حلف شمال الأطلسي عام 1967 - حجر الزاوية في استراتيجية ديغول الكبرى؟" مجلة الدراسات عبر الأطلسية 9.3 (2011): 232-243.
- نوينليست، كريستيان وآخرون. المحررون. العولمة ديغول: وجهات نظر دولية حول السياسة الخارجية الفرنسية، 1958-1969 (2010).
- باكستون، روبرت أو. ووال، نيكولاس، المحررون. ديغول والولايات المتحدة: إعادة تقييم في الذكرى المئوية (1994). 433 صفحة
- ويليامز، أندرو. شارل ديغول: المحارب كرجل دولة. مجلة المجتمع العالمي ، المجلد 32.2 (2018): 162- [متاح على الإنترنت] 175+. مقتطفات
- وودوارد، السير لويلين. السياسة الخارجية البريطانية في الحرب العالمية الثانية (1962).

## قراءة إضافية
- بيرن، جيفري جيمس، وآخرون. ديغول في ظل العولمة: وجهات نظر دولية حول السياسات الخارجية الفرنسية، ١٩٥٨-١٩٦٩ (ليكسينغتون بوكس، ٢٠١٠).
- هزاريسينغ، سودهير. في ظل الجنرال: فرنسا الحديثة وأسطورة ديغول (مطبعة جامعة أكسفورد، 2012).
- كويسل، ريتشارد ف. "المؤرخون الأمريكيون يبحثون عن فرنسا: التصورات والتصورات الخاطئة". الدراسات التاريخية الفرنسية 19.2 (1995): 307-319.
- لوث، ويلفريد. "تفسير التكامل الأوروبي: مساهمة المؤرخين". مجلة JEIH لتاريخ التكامل الأوروبي 14.1 (2008): 9-27. متصل
- مورافشيك، أندرو. "شارل ديغول وأوروبا: المراجعة الجديدة". مجلة دراسات الحرب الباردة 14.1 (2012): 53-77.